# Toni Polster
Anton "Toni" Polster (* 10. březen 1964, Vídeň) je bývalý rakouský fotbalista. Hrával na pozici útočníka.
Po skončení hráčské kariéry se stal trenérem.

## Klubová kariéra
S Austrií Vídeň se stal třikrát mistrem Rakouska (1983/84, 1984/85, 1985/86) a jednou získal rakouský pohár (1985/86). Třikrát byl nejlepším střelcem rakouské ligy (1984/85, 1985/86, 1986/87).
V roce 1987 nastřílel v dresu Austrie Vídeň 39 ligových branek, čímž aspiroval na ocenění Zlatá kopačka. Předběhl ho Rumun Rodion Cămătaru (44 branek), ale jeho vítězství bylo podezřelé. O několik let později představitelé Rumunské fotbalové asociace uvedli, že Cămătaruovo vítězství bylo zmanipulované, a po 20 letech se Toni Polster dočkal Zlaté kopačky také.
Dvakrát byl zvolen rakouským fotbalistou roku (1986, 1997). V anketě Zlatý míč, která hledala nejlepšího fotbalistu Evropy, skončil roku 1987 čtrnáctý.

## Reprezentační kariéra
V dresu rakouské reprezentace hrál na dvou světových šampionátech, mistrovství v Itálii roku 1990 a mistrovství ve Francii roku 1998. Na obou vedl své mužstvo jako kapitán. Celkem za národní tým odehrál 95 utkání (druhý nejvyšší počet v historii rakouské reprezentace) a vstřelil 44 gólů, což je rakouský rekord.